# Покушение на Ли Чжэ Мёна
На лидера оппозиции и председателя «Демократической партии Кореи» Ли Чжэ Мёна 2 января 2024 года было совершено покушение, в ходе которого он получил ножевое ранение во время посещения строительной площадки аэропорта в Кадокто, Пусан.

## Предыстория
Политическое насилие ранее уже случалось в Республике Корее. В 2006 году на одном из мероприятий на тогдашнего лидера «Партии великой страны» Пак Кын Хе напали с ножом. В 2022 году тогдашний лидер «Демократической партии» Сон Ён Гиль подвергся нападению, в ходе которого получил удары молотком по голове.
На президентских выборах в Республике Корее 2022 года Ли Чжэ Мён проиграл Юн Сок Ёлю с перевесом всего в 0,73 % голосов.
7 мая 2022 года Ли выдвинул свою кандидатуру на дополнительных выборах в июне 2022 года, баллотируясь на вакантное место в Национальном собрании. Одержав победу на выборах 1 июня, политик был также избран 28 августа председателем «Демократической партии».
Покушение произошло почти за три месяца до парламентских выборов 2024 года.

## Ход событий
2 января Ли проводил пресс-конференцию в новом аэропорту Кадокто. В 10:27 утра по корейскому времени к нему подошёл человек, якобы попросить автограф, после чего пронзил его шею ножом. Присутствовавшие на месте происшествия представители «Демократической партии» немедленно прикрыли Ли, а один из них накрыл политику шею тканью. Информационное агентство «Рёнхап» сообщило, что у Ли текла кровь, но он оставался в сознании. В 10:47 прибыла машина скорой помощи и в 11:16 Ли был доставлен в региональный травматологический центр больницы Пусанского национального университета. Впоследствии он был эвакуирован на вертолёте в больницу Сеульского национального университета, при этом находясь в сознании.
По данным «Чосон ильбо», Ли получил рваную рану на шее длиной в один сантиметр с кровотечением. Медицинские представители больницы Национального университета Пусана заявили, что лидер оппозиции получил повреждение яремной вены, и были обеспокоены возможным дальнейшим массивным кровотечением.
Покушение транслировалось в прямом эфире южнокорейских телеканалов и радиостанций. По словам очевидца, в момент нападения на месте присутствовало более десятка полицейских.
Позже в тот же день Ли перенёс экстренную операцию в больнице Сеульского национального университета. Представители «Демократической партии» заявили, что операция «заняла больше времени, чем ожидалось», а медицинские работники внимательно следили за её прогрессом.

## Подозреваемый
Подозреваемый 66-летний агент по недвижимости по имени Ким Джинсон, носивший бумажную корону с надписью «Я Ли Чжэ Мён» и табличку с надписью «200 мест в Национальном собрании», был незамедлительно задержан. На пресс-конференции полиция заявила, что подозреваемый купил оружие через Интернет. Оно было описано как 7-дюймовый нож. Представитель «Демократической партии» Квон Чхильсын заявил во время брифинга, что нападавший, предположительно, использовал нож для сашими. По данным «Пусан Ильбо», нападавший отказался отвечать на вопросы о своих мотивах.
Через несколько часов после нападения полиция опознала подозреваемого по фамилии Ким. Они также рассказали, что Ким использовал нож длиной 18 сантиметров. Полицейское управление Пусана заявило, что планирует предъявить Киму обвинение в покушении на убийство, поскольку он признался, что намеревался убить Ли. В декабре 2023 года подозреваемый также присутствовал на мероприятии, где Ли выступал в качестве хедлайнера в Пусане, и на видеозаписи видно, как подозреваемый ждёт Ли, но не может установить тесный контакт. На подозреваемом была та же бумажная корона с надписью «Я Ли Чжэ Мён», как и во время январского покушения.
На следующий день после покушения в квартире Кима и в его офисе были проведены обыски. Полиция не обнаружила никаких предыдущих записей о преступлениях, употреблении наркотиков или психиатрических заболеваниях у нападавшего. На момент нападения он также был трезв.